# احمد کرمی (شاعر)
احمد کرمی (زادهٔ ۱۳۰۱ – درگذشتهٔ اسفند ۱۳۹۰ در تهران) شاعر، ویراستار و ناشر ایرانی بود.

## فعالیت ادبی
کرمی کار تصحیح دیوان‌های شعر کلاسیک ایران را از سال ۱۳۶۲ و از دفتر انتشارات تالار کتاب، به مدیریت محمود منشی کاشانی شروع کرد. کرمی بنا به گفتهٔ خودش از بدِ حادثه به کارِ چاپ کتاب روی‌آورد و چون به شعر علاقه داشت در این کار سرمایه‌گذاری کرد و آن‌طور که او خود می‌گوید در این مسیر از کسی نیز کمک مالی دریافت نکرده است.
احمد کرمی در نهایت در اسفند ۱۳۹۰ در تهران درگذشت و در روز ۲۲ اسفند ۱۳۹۰ در گورستان بهشت زهرا، قطعهٔ ۸۸ (قطعهٔ هنرمندان)، ردیف ۱۵۲، شمارهٔ ۳۱ به خاک سپرده شد.

## آثار
تألیف (گردآوری)
- گفت‌وگو در شعر فارسی، تهران: انتشارات ما، ۱۳۶۲؛[۵]
- مشاعرهٔ احمد، تهران: انتشارات ما، ۱۳۶۲؛[۶]
- مشاعره با رباعی، تهران: نشریات ما، ۱۳۶۸؛[۷]
- گُل‌ها و لاله‌ها (دفتر بزرگ مشاعره)، تهران: انتشارات ما، ۱۳۷۱؛[۸]
- شمع و پروانه، تهران: انتشارات ما، ۱۳۷۹؛[۹]
- گفت و شنید، یا: دفتر دوم گفت‌وگو در شعر فارسی، تهران: انتشارات ما، ۱۳۷۹؛[۱۰]
- تذکرهٔ شاعران نانوا: شاطران شاعر، تهران: انتشارات ما، ۱۳۸۱؛[۱۱]
- «زلف و شانه» در شعر فارسی (مشاعره)، تهران: انتشارات ما، ۱۳۸۲؛[۱۲]
- گریه و خنده در شعر فارسی (دفتری برای مشاعره)، تهران: انتشارات ما، ۱۳۸۳؛[۱۳]
- مشاعره با دو حرف، تهران: انتشارات ما، ۱۳۸۴؛[۱۴]
- مشاعره با سه حرف، تهران: انتشارات ما، ۱۳۸۴؛[۱۵]
- مشاعره با چهار حرف، تهران: انتشارات ما، ۱۳۸۵؛[۱۶]
- مشاعره با پنج حرف، تهران: انتشارات ما، ۱۳۸۵؛[۱۷]

تصحیح
- دیوان زرگر اصفهانی، تهران: نشریات ما، ۱۳۶۲؛[۱۸]
- دیوان سرخوش تفرشی، تهران: نشریات ما، ۱۳۶۲؛[۱۹]
- دیوان شاطر عباس صبوحی، تهران: نشریات ما، ۱۳۶۲؛[۲۰]
- دیوان شمس‌الفصحا محیط قمی، تهران: نشریات ما، ۱۳۶۲؛[۲۱]
- دیوان غبار همدانی، تهران: انتشارات ما، ۱۳۶۲؛[۲۲]
- دیوان غنی کشمیری، تهران: نشریات ما، ۱۳۶۲؛[۲۳]
- دیوان مخفی (زیب‌النساء‌بیگم)، تهران: نشریات ما، ۱۳۶۲؛[۲۴]
- دیوان مستوره کردستانی (ماه‌شرف‌خانم)، تهران: نشریات ما، ۱۳۶۲؛[۲۵]
- دیوان نیاز جوشقانی، تهران: نشریات ما، ۱۳۶۲؛[۲۶]
- دیوان اشعار درویش عبدالمجید شکسته‌نویس، با مقدمهٔ احمد سهیلی خوانساری، تهران: انتشارات ما، ۱۳۶۳؛[۲۷]
- دیوان جیحون یزدی، تهران: انتشارات ما، ۱۳۶۳؛ (ویرایش دوم: ۱۳۸۴)؛[۲۸]
- دیوان خسروی، با مقدمهٔ غلامرضا رشید یاسمی، تهران: انتشارات ما، ۱۳۶۳؛[۲۹]
- دیوان رفیق اصفهانی، تهران: نشریات ما، ۱۳۶۳؛[۳۰]
- دیوان نثار گرمرودی، تهران: انتشارات ما، ۱۳۶۳؛[۳۱]
- دیوان نظام وفا، تهران: نشریات ما، ۱۳۶۳؛[۳۲]
- دیوان همای شیرازی: شکرستان (۲ جلدی)، تهران: انتشارات ما، ۱۳۶۳؛[۳۳]
- دیوان  احمد جام (ژنده‌پیل)، تهران: انتشارات ما، ۱۳۶۵؛[۳۴]
- دیوان صباحی بیدگلی، تهران: انتشارات ما، ۱۳۶۵؛[۳۵]
- دیوان جلال‌الدین عضد یزدی، تهران: انتشارات تالار کتاب، ۱۳۶۶؛[۳۶]
- دیوان طراز یزدی، تهران: انتشارات تالار کتاب، ۱۳۶۶؛[۳۷]
- دیوان عصمت بخارایی، تهران: انتشارات تالار کتاب، ۱۳۶۶؛[۳۸]
- دیوان فخری هروی، تهران: انتشارات تالار کتاب، ۱۳۶۶؛[۳۹]
- دیوان قاسم کاهی، تهران: انتشارات تالار کتاب، ۱۳۶۶؛[۴۰]
- دیوان دولتشاه قاجار، تهران: انتشارات ما، ۱۳۶۸؛[۴۱]
- دیوان روشن اردستانی، تهران: انتشارات ما، ۱۳۶۸؛[۴۲]
- دیوان مدهوش تهرانی، تهران: انتشارات ما، ۱۳۶۸؛[۴۳]
- دیوان سحاب اصفهانی، تهران: انتشارات ما، ۱۳۶۹؛[۴۴]
- دیوان سهائی کرمانی، تهران: انتشارات ما، ۱۳۶۹؛[۴۵]
- دیوان صفی چرکس، تهران: انتشارات ما، ۱۳۶۹؛[۴۶]
- دیوان عطار شیرازی (روح عطار)، تهران: انتشارات ما، ۱۳۶۹؛[۴۷]
- دیوان مجنون تویسرکانی، تهران: انتشارات ما، ۱۳۶۹؛[۴۸]
- دیوان  ملا هادی سبزواری (اسرار): مطلع الانوار، با مقدمهٔ علی فلسفی، تهران: انتشارات ما، ۱۳۷۰؛[۴۹]
- دیوان قضائی یزدی، تهران: انتشارات ما، ۱۳۷۰؛[۵۰]
- دیوان ابونصر فتح‌الله خان شیبانی کاشانی، تهران: انتشارات ما، ۱۳۷۱؛[۵۱]
- دیوان سلمان ساوجی، با مقدمهٔ ابوالقاسم حالت، تهران: انتشارات ما، ۱۳۷۱؛[۵۲]
- دیوان نجیب جرفادقانی (گلپایگانی)، تهران: انتشارات ما، ۱۳۷۱؛[۵۳]
- دیوان سالک قزوینی، با مقدمهٔ عبدالصمد حقیقت، تهران: انتشارات ما، ۱۳۷۲؛[۵۴]
- دیوان کمال خجندی، تهران: انتشارات ما، ۱۳۷۲؛[۵۵]
- دیوان وحدت کرمانشاهی، تهران: انتشارات ما/منوچهری، ۱۳۷۲؛[۵۶]
- دیوان رضی‌الدین آرتیمانی، تهران: انتشارات ما، ۱۳۷۳؛[۵۷]
- دیوان فیض ثانی، تهران: انتشارات ما، ۱۳۷۳؛[۵۸]
- دیوان نجیب کاشانی، تهران: انتشارات ما، ۱۳۷۳؛[۵۹]
- دیوان عالم‌تاج قائم‌مقامی (ژاله)، تصحیح و تنظیم پولاد فرخزاد، تهران: انتشارات ما، ۱۳۷۴؛[۶۰]
- دیوان ملا نوعی خبوشانی، گردآوری و تصحیح امیرحسین ذاکرزاده، مقدمهٔ محمد محیط طباطبایی، تهران: انتشارات ما، ۱۳۷۴؛[۶۱]
- دیوان مجد همگر، تهران: انتشارات ما، ۱۳۷۵؛[۶۲]
- دیوان قهرمان، تهران: انتشارات ما، ۱۳۷۷؛[۶۳]
- دیوان شاطر غلامحسین قمی (صفائی)، تهران: انتشارات ما، ۱۳۷۷؛[۶۴]
- دیوان شمس‌الدین محمد حافظ، با مقدمهٔ علی‌اکبر کنی‌پور (مستی)، تهران: انتشارات ما، ۱۳۷۹؛[۶۵]
- دیوان علی‌قلی میرزا اعتضادالسلطنه (فخری قاجار)، تهران: انتشارات ما، ۱۳۷۹؛[۶۶]
- دیوان قصاب کاشانی، تهران: انتشارات ما، ۱۳۷۹؛[۶۷]
- دیوان معین‌الدین جنید شیرازی، تهران: انتشارات ما، ۱۳۷۹؛[۶۸]
- دیوان میرداماد (اشراق)، تهران: انتشارات ما، ۱۳۷۹؛[۶۹]
- دیوان حسن جهان خانم والیهٔ قاجار، تهران: انتشارات ما، ۱۳۸۰؛[۷۰]
- دیوان خیالی بخارایی، تهران: انتشارات ما، ۱۳۸۰؛[۷۱]
- دیوان کفاش خراسانی، تهران: انتشارات ما، ۱۳۸۲؛[۷۲]
- دیوان حیران یزدی، تهران: انتشارات ما، ۱۳۸۵؛[۷۳]

## پی‌نوشت
1. ↑  قصاب کاشانی، دیوان قصاب کاشانی، ۵.
2. ↑  حیران یزدی، «پیش‌گفتار»، دیوان حیران یزدی، د.
3. ↑  حیران یزدی، «پیش‌گفتار»، دیوان حیران یزدی، د.
4. ↑  ؟، «درگذشت احمد کرمی»، مَحمِل.
5. ↑  کرمی، گفت‌وگو در شعر فارسی.
6. ↑  کرمی، مشاعرهٔ احمد.
7. ↑  کرمی، مشاعره با رباعی.
8. ↑  کرمی، گُل‌ها و لاله‌ها.
9. ↑  کرمی، شمع و پروانه.
10. ↑  کرمی، گفت و شنید.
11. ↑  کرمی، تذکرهٔ شاعران نانوا.
12. ↑  کرمی، زلف و شانه.
13. ↑  کرمی، گریه و خنده.
14. ↑  کرمی، مشاعره با دو حرف.
15. ↑  کرمی، مشاعره با سه حرف.
16. ↑  کرمی، مشاعره با چهار حرف.
17. ↑  کرمی، مشاعره با پنج حرف.
18. ↑  زرگر اصفهانی، دیوان زرگر اصفهانی.
19. ↑  سرخوش تفرشی، دیوان سرخوش تفرشی.
20. ↑  صبوحی، دیوان شاطر عباس صبوحی.
21. ↑  محیط قمی، دیوان محیط قمی.
22. ↑  رضوی (غبار همدانی)، دیوان غبار همدانی.
23. ↑  غنی کشمیری، دیوان غنی کشمیری.
24. ↑  مخفی هندوستانی، دیوان مخفی.
25. ↑  اردلان کردستانی، دیوان مستوره کردستانی.
26. ↑  نیاز جوشقانی، دیوان نیاز جوشقانی.
27. ↑  شکسته‌نویس طالقانی، دیوان عبدالمجید شکسته‌نویس.
28. ↑  جیحون یزدی، دیوان جیحون یزدی.
29. ↑  خسروی کرمانشاهی، دیوان خسروی.
30. ↑  رفیق اصفهانی، دیوان رفیق اصفهانی.
31. ↑  گرمرودی آذربایجانی، دیوان نثار گرمرودی.
32. ↑  نظام وفا آرانی، دیوان نظام وفا.
33. ↑  همای شیرازی، دیوان همای شیرازی.
34. ↑  جامی نامقی ترشیزی، دیوان احمد جام.
35. ↑  صباحی بیدگلی، دیوان صباحی بیدگلی.
36. ↑  عضد یزدی، دیوان جلال‌الدین عضد یزدی.
37. ↑  طراز یزدی، دیوان طراز یزدی.
38. ↑  عصمت بخارایی، دیوان عصمت بخارایی.
39. ↑  فخری هروی، دیوان فخری هروی.
40. ↑  کاهی، دیوان قاسم کاهی.
41. ↑  دولتشاه قاجار، دیوان دولتشاه قاجار.
42. ↑  روشن اردستانی، دیوان روشن اردستانی.
43. ↑  مدهوش تهرانی، دیوان مدهوش تهرانی.
44. ↑  سحاب اصفهانی، دیوان سحاب اصفهانی.
45. ↑  اعتمادی کرمانی (سهائی کرمانی)، دیوان سهائی کرمانی.
46. ↑  چرکس، دیوان صفی چرکس.
47. ↑  عطار شیرازی، دیوان عطار شیرازی.
48. ↑  مجنون تویسرکانی، دیوان مجنون تویسرکانی.
49. ↑  سبزواری، دیوان ملا هادی سبزواری.
50. ↑  قضائی یزدی، دیوان قضائی یزدی.
51. ↑  شیبانی کاشانی، دیوان ابونصر فتح‌الله خان شیبانی کاشانی.
52. ↑  ساوجی، دیوان سلمان ساوجی.
53. ↑  گلپایگانی، دیوان نجیب گلپایگانی.
54. ↑  سالک قزوینی، دیوان سالک قزوینی.
55. ↑  خجندی، دیوان کمال خجندی.
56. ↑  وحدت کرمانشاهی، دیوان وحدت کرمانشاهی.
57. ↑  آرتیمانی، دیوان رضی‌الدین آرتیمانی.
58. ↑  فیض کاشانی (فیض ثانی)، دیوان فیض ثانی.
59. ↑  نجیب کاشانی، دیوان نجیب کاشانی.
60. ↑  قائم‌مقامی (فراهانی)، دیوان عالم‌تاج قائم‌مقامی.
61. ↑  نوعی خبوشانی، دیوان نوعی خبوشانی.
62. ↑  همگر، دیوان مجد همگر.
63. ↑  پاک‌بین آورزمانی ملایری، دیوان قهرمان.
64. ↑  صفائی قمی، دیوان شاطر غلامحسین قمی.
65. ↑  حافظ، دیوان حافظ.
66. ↑  فخری قاجار، دیوان فخری قاجار.
67. ↑  قصاب کاشانی، دیوان قصاب کاشانی.
68. ↑  شیرازی، دیوان جنید شیرازی.
69. ↑  استرآبادی (میرداماد)، دیوان میرداماد.
70. ↑  قاجار، دیوان حسن جهان خانم.
71. ↑  خیالی بخارایی، دیوان خیالی بخارایی.
72. ↑  کفاش خراسانی، دیوان کفاش خراسانی.
73. ↑  حیران یزدی، دیوان حیران یزدی.